# Trípoli
Trípoli (em árabe: طرابلس; romaniz.: Ṭarābulus ou طرابلس الغرب, Ṭarā-bu-lus al-Gharb, Trípoli do Ocidente, para a diferenciar da sua homónima libanesa;  em árabe líbio: Ṭrābləs; em berbere: Ṭrables; antigamente: Oea) é a capital, maior e mais populosa cidade da Líbia, sendo a sede do governo central e administração. Etimologicamente, o nome Trípoli vem do grego antigo Τρίπολις (Trípolis) que significa "três cidades".
Tem uma população de  de 1.1 milhão de habitantes.Está situada a noroeste da Líbia, na costa mediterrânica. Foi fundada no século VII a.C. pelos fenícios, que a chamaram de Oea. Mais tarde, com a chegada dos romanos, a cidade adquiriu o estatuto de cidade romana mais importante da África. Pela cidade, foram passando cronológica e historicamente vândalos, bizantinos, árabes, espanhóis, turcos, berberes e italianos. Os italianos permaneceram em Trípoli de 1911 até 1951, quando finalmente a Líbia conquistou sua independência.
A cidade é o principal porto marítimo, centro comercial e fabril do país. Nela se encontra a preciosa Universidade de Al-Fateh. Devido à sua longa história, há uma multidão de enclaves arqueológicos muito notáveis em Trípoli. É uma das cidades mais modernas, ricas e com um maior nível de vida da África.

## História

### Fundação e Império Romano
Trípoli foi fundada no século VII a.C. pelos fenícios, que a chamavam "Oea". Logo passou nas mãos dos bárcidas, que depois se converteriam nos líderes da civilização cartaginesa. Uma vez vitoriosos nas Guerras Púnicas, conquistaram os romanos e fizeram parte da província da África, dando-lhe o nome de Região Sírtica. Ao redor do começo do século III d.C., ficou conhecida como Região Tripolitana, que significa "região das três cidades". Provavelmente, foi elevada à categoria de província por Septímio Severo, que era um nativo de Léptis Magna.

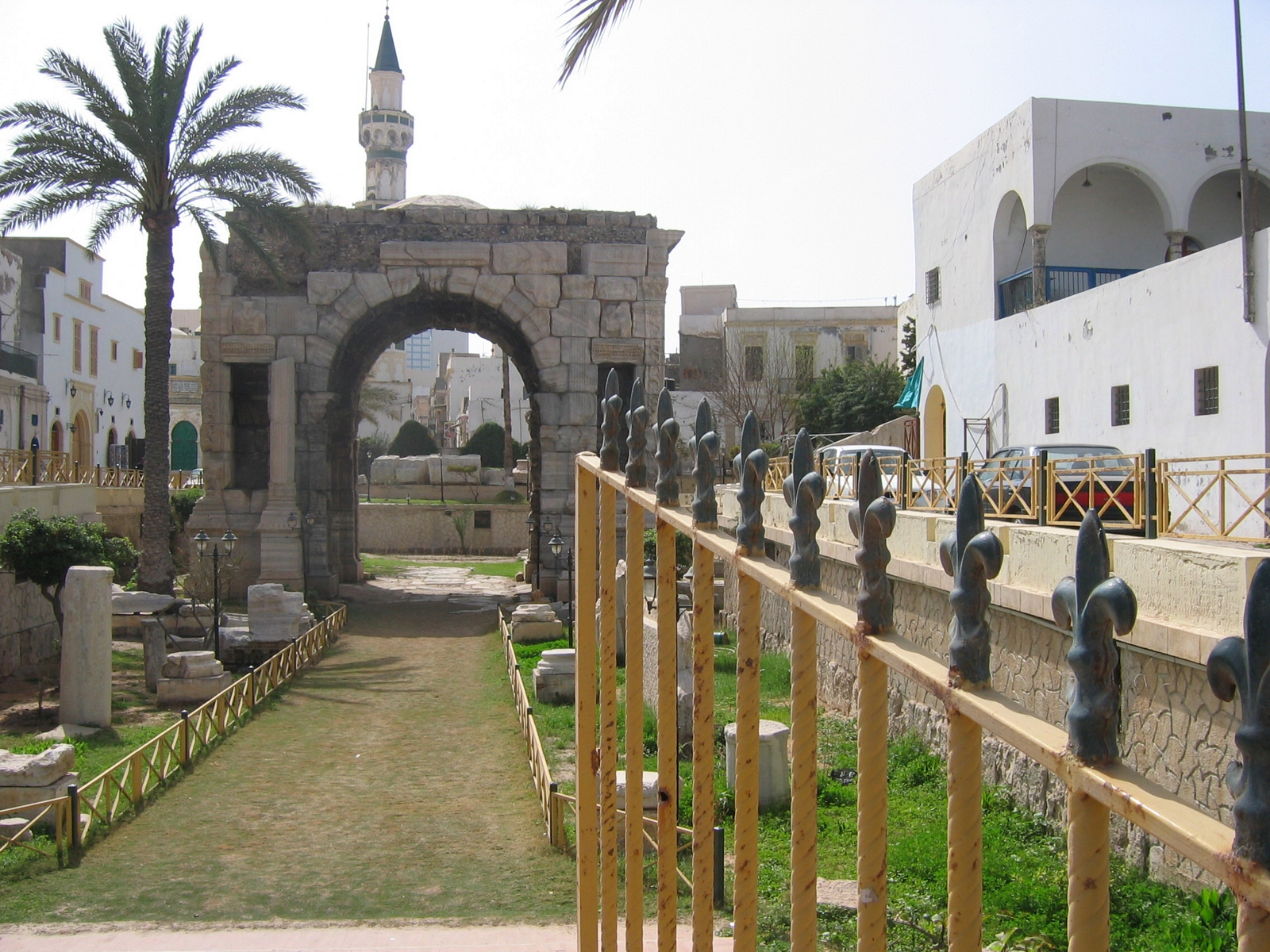
Arco do imperador Marco Aurélio em Trípoli

Apesar de séculos de domínio romano, os únicos restos romanos visíveis são colunas dispersas e capitais, como o arco do imperador romano Marco Aurélio, do século II Tal facto deve-se a Trípoli ter sido habitada ininterruptamente, à diferença de Léptis Magna e Sábrata, onde os habitantes têm utilizado materiais de edifícios antigos, destruindo-os durante esse processo, enterrando-os em baixo das ruas, onde permanecem em grande medida sem escavações. Há provas que dizem que a região tripolitana  teve alguns declives económicos durante os séculos V e VI, devido à propagação de distúrbios no mundo mediterrâneo à raiz da queda do Império Romano do Ocidente em 476, assim como na pressão dos invasores vândalos.
Foi finalmente conquistada pelos muçulmanos a princípio do século VIII, junto com o resto da África do Norte. Além da conquista, Trípoli foi governada por dinastias, com sede em Cairo (Egito), em primeiro lugar por fatimitas e mais tarde pelos mamelucos.

### Império Otomano
A província otomana de Trípoli estendia-se ao largo da ribeira meridional do Mar Mediterrâneo, entre a Tunísia, a oeste, e o Egito, a leste. À parte a cidade, seus territórios incluíam o planalto de Bárcida, os oásis de Aujila e o Fezã, separados entre si por areia e pedra.
Em 1510, foi tomada pelos espanhóis, a mando de Dom Pedro Navarro, o conde de Oliveto, e em 1523 tomada pelos Cavaleiros de São João, que acabaram sendo expulsos pelos turcos otomanos, na região da Ilha de Rodes, que hoje pertence à Grécia. Estes defenderam com esforço até que em 1551 tiveram que capitular ante o almirante turco Sinan e Trípoli se converteu desde então na parte da guerra entre mouros e cristãos.
Entre 1714, o paxá Amade Caramanli assumiu o título de bei e pediu a semi-independência do sultão de Constantinopla (hoje Istambul, Turquia), que lhe foi obsequiada, esta organização perpetuou-se até 1835, quando o Império Otomano desencadeou uma guerra civil pelo governo da cidade. Foi nomeado um novo paxá turco e foi outorgado o investimento do vice-rei, e o estado voltou a fazer parte do Império Otomano.

### Guerras berberiscas

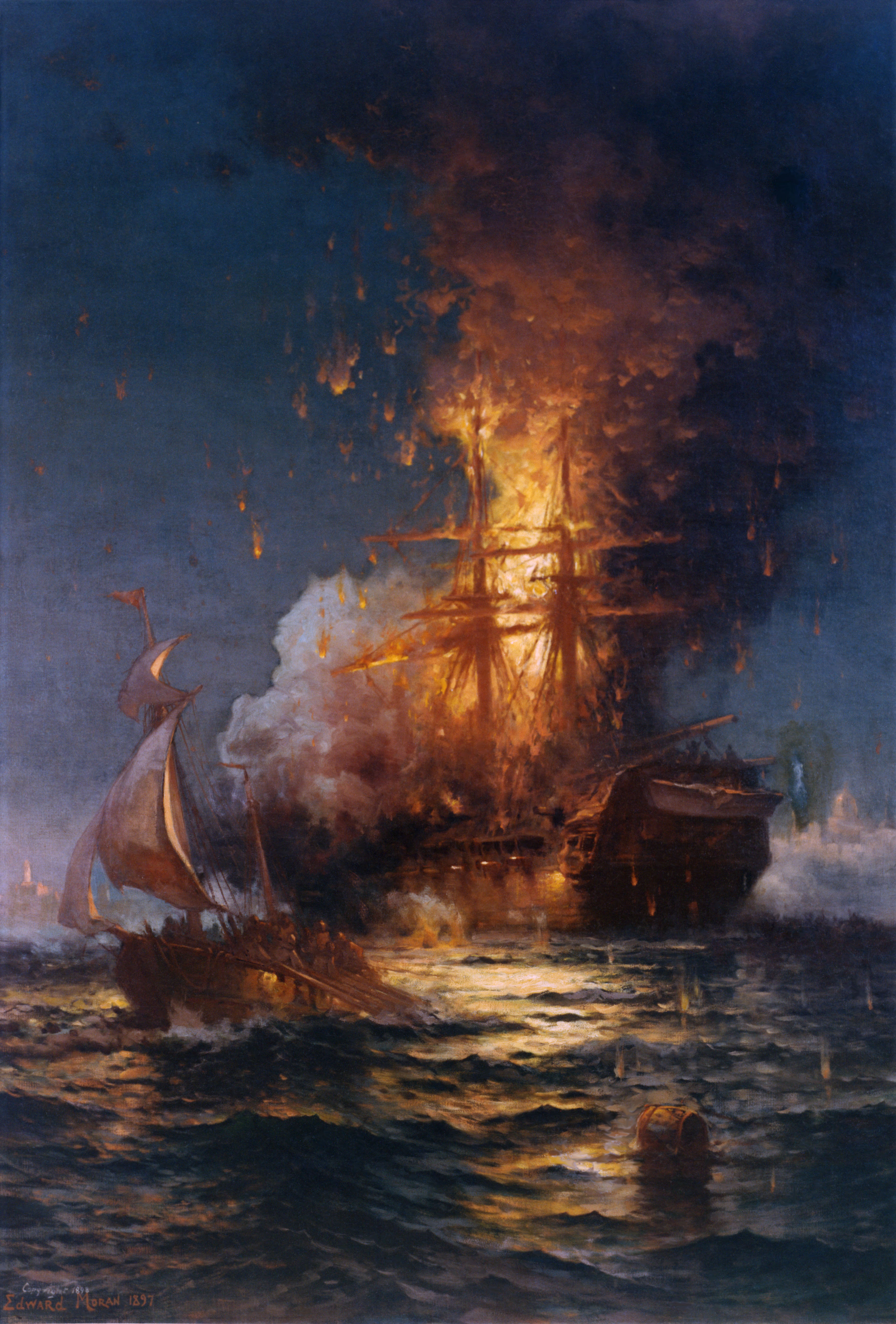
Incêndio da fragata Filadélfia no porto de Trípoli, em 16 de fevereiro de 1804, pintado por Edward Moran, em 1897

Na primeira parte do século XIX, a regência de Trípoli, devido às suas práticas de pirataria, teve réplicas, que participaram na guerra com os Estados Unidos. Em maio de 1801, o paxá exigiu um tributo de 83 mil dólares do governo americano, que havia vindo pago desde 1796, para a proteção do seu comércio da pirataria no marco do tratado de 1796 com Trípoli. A demanda foi rejeitada, e foi enviada a uma força naval dos Estados Unidos para bloquear Trípoli.
A Primeira Guerra Berberisca, também chamada de Guerra de Trípoli, durou quatro anos. Em 1803, os combatentes tripolitanos capturaram a fragata americana de Filadélfia e tomaram seu comandante, o capitão William Bainbridge, e toda a tripulação como reféns. A Filadélfia converteu-se num navio contra os norte-americanos e esteve ancorado no porto de Trípoli com uma bateria de canhões. No ano seguinte, o tenente Stephen Decatur, da marinha americana, encabeçou uma incursão noturna para voltar a tomar o barco. Os homens de Decatur pegaram fogo à Filadélfia e escaparam.
O incidente mais pitoresco da guerra foi a expedição realizada por William Eaton, ao substituir o paxá por um irmão mais velho que vivia no exílio, e que havia prometido aderir a todos os desejos dos Estados Unidos. Eaton, à cabeça de uma tripulação de 500 infantes da marinha americana, gregos, árabes e mercenários turcos, marcharam através do deserto de Alexandria, no Egito e, com a ajuda de navios americanos, conseguiram capturar Derna com sucesso. Pouco depois, em 3 de junho de 1805, finalmente a paz restabeleceu-se. O paxá terminou as suas exigências e recebeu 60 mil dólares como resgate pelos presos de Filadélfia no marco do Tratado de 1805 com Trípoli.
Em 1815, em consequência de novas atrocidades e devido à humilhação da derrota anterior, os capitães Bainbridge e Stephen Decatur, que haviam encabeçado um esquadrão norte-americano, voltaram a cercar Trípoli, forçando o paxá a cumprir com as exigências dos Estados Unidos. Veio a Segunda Guerra Berberisca.

### Século XX

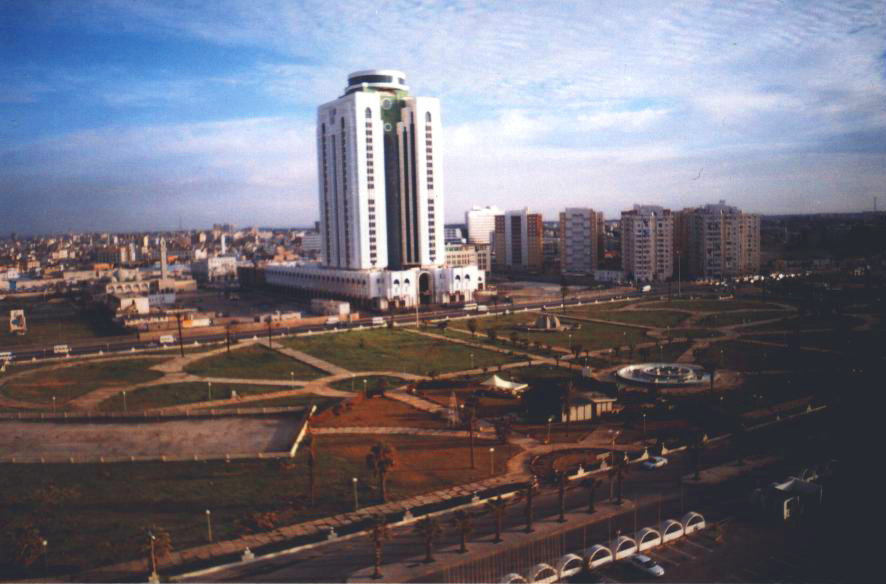
Hotel no centro da cidade

Durante muito tempo, a Itália proclamou que Trípoli se restringia dentro da zona de influência. Com o pretexto de proteger os seus próprios cidadãos que viviam em Trípoli, do governo otomano, a Itália declarou guerra ao Império Otomano em 29 de setembro de 1911 e anunciou a  sua intenção de anexar Trípoli. Em 1 de outubro de 1911, livrou-se de uma batalha naval, em Preveza, Grécia, onde três navios otomanos foram destruídos. Por meio do Tratado de Lausanne, o Império Otomano reconheceu a soberania italiana, que ainda autorizou o Califa a exercer como autoridade religiosa.
Os italianos enfrentaram forte resistência por parte dos mujahidines líbios, que, apesar do grande desequilíbrio de forças, armas, logísticas e organizações a favor da ocupação italiana, perderam muitas batalhas, em guerras de guerrilha.

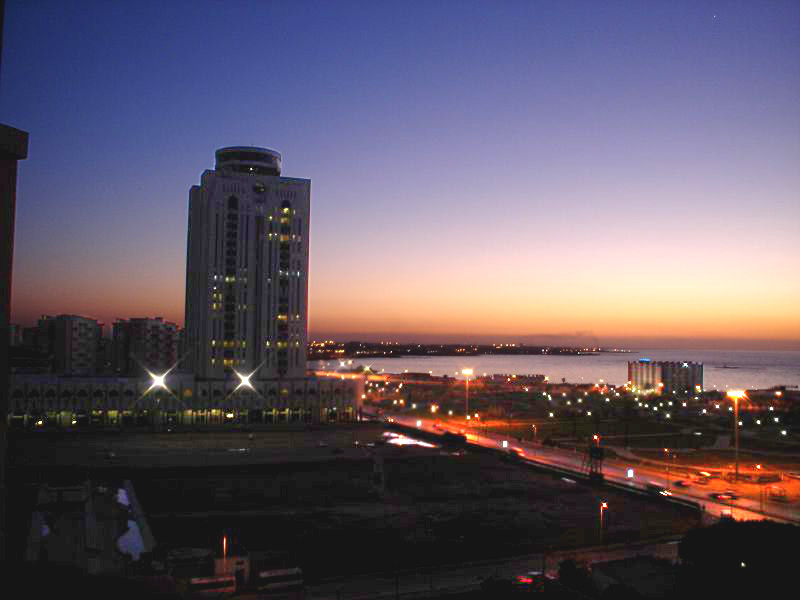
Trípoli ao anoitecer

Finalmente, uma resistência instalou-se no leste da Líbia dirigida por Omar Al-Mukhtar, que mais tarde foi detido, julgado em tribunal marcial sumário e executado. A Itália nunca havia controlado a Líbia totalmente, com exceção de alguns períodos e lugares assistidos por alguns mercenários locais cooperativos. Trípoli foi controlada pela Itália até 1943. Depois disto, ao final da Segunda Guerra Mundial rege-se pelas forças britânicas até à sua independência, em 1951.
Em 15 de abril de 1986, as forças aérea e armada (ambos dos Estados Unidos) bombardearam Trípoli e Bengasi. O presidente americano naquela época, Ronald Reagan (1981  1989) justificou o facto, advertindo que a Líbia era responsável pelo terrorismo dirigido contra os Estados Unidos, incluindo o bombardeamento da discoteca La Belle, em Berlim Ocidental (naquela época, Berlim dividida em Berlim Ocidental e em Berlim Oriental, hoje apenas Berlim, capital da Alemanha), dez dias antes. As sanções da ONU contra a Líbia foram levantadas em 2003, o que propiciou um aumento no tráfego do porto de Trípoli e um impacto positivo à economia da cidade.

### Guerra civil líbia

Linha de frente durante a batalha de Trípoli (20-28 agosto de 2011)

Em fevereiro e março de 2011, Tripoli testemunhou intensos protestos antigovernamentais e as respostas do governo foram violentas, resultando em centenas de mortos e feridos. A cidade de Green Square foi o cenário de alguns dos protestos. Os protestos antiGaddafi acabaram sendo esmagados, e Tripoli foi palco de manifestações pró-Gaddafi.
As forças de defesas da cidade foram leais à Gaddafi, incluindo as sedes militares em Bab al-Aziziyah (onde a principal residência de Gaddafi foi localizada) e do Aeroporto Internacional de Mitiga. Na última, em 13 de março, Ali Atiyya, um coronel da Força Aérea da Líbia, desertou e se juntou à revolução.
No final de fevereiro, as forças rebeldes tomaram o controle de Zawiya, uma cidade a cerca de 50 quilômetros a oeste de Trípoli, aumentando assim a ameaça de forças pró-Gaddafi na capital. Durante a subsequente batalha de Zawiya, forças leais ao governo sitiaram a cidade e, eventualmente, recuperaram o domínio sobre a região até 10 de março.
À medida que a intervenção militar de 2011 ocorria, a Líbia começou, em 19 de março, a impor uma zona de exclusão aérea da ONU sobre o país, e Trípoli voltou a ficar sob ataque aéreo. Foi a segunda vez que Tripoli foi bombardeada desde os ataques aéreos norte-americanos em 1986, e pela segunda vez - desde o ataque aéreo em 1986 - que Bab al-Azizia foi bombardeada, um composto fortificado de Gaddafi.
Entre julho e agosto de 2011, revolucionários líbios usaram a internet para divulgar atualizações sobre os ataques de combatentes rebeldes em veículos pró-governo e postos de controle. Em um desses ataques, Saif al-Islam Gaddafi e Abdullah Senussi eram alvos. O governo, no entanto, negou a atividade revolucionária dentro de Trípoli.
Vários meses depois da revolta inicial, as forças rebeldes, nas Montanhas Nafusa, avançaram em direção ao litoral, retomando Zawiya e atingindo Trípoli em 21 de agosto. Em 21 de agosto, o simbólico Green Square, logo rebatizado Praça dos Mártires pelos rebeldes, foi levado sob controle rebelde e cartazes pró-Gaddafi foram derrubados e queimados. Durante um programa de rádio em 1 de Setembro, Gaddafi declarou que Trípoli deixaria de ser a capital, e que esta seria transferida para a cidade de Sirte, depois que os rebeldes haviam tomado o controle de Trípoli.
Em agosto e setembro de 2014, grupos armados islâmicos estenderam seu controle ao centro de Trípoli. O Conselho de Deputados do Parlamento estabeleceu operações contra o movimento. O Congresso Nacional geral, um dos parlamentos, continua a operar em Trípoli.

## Geografia

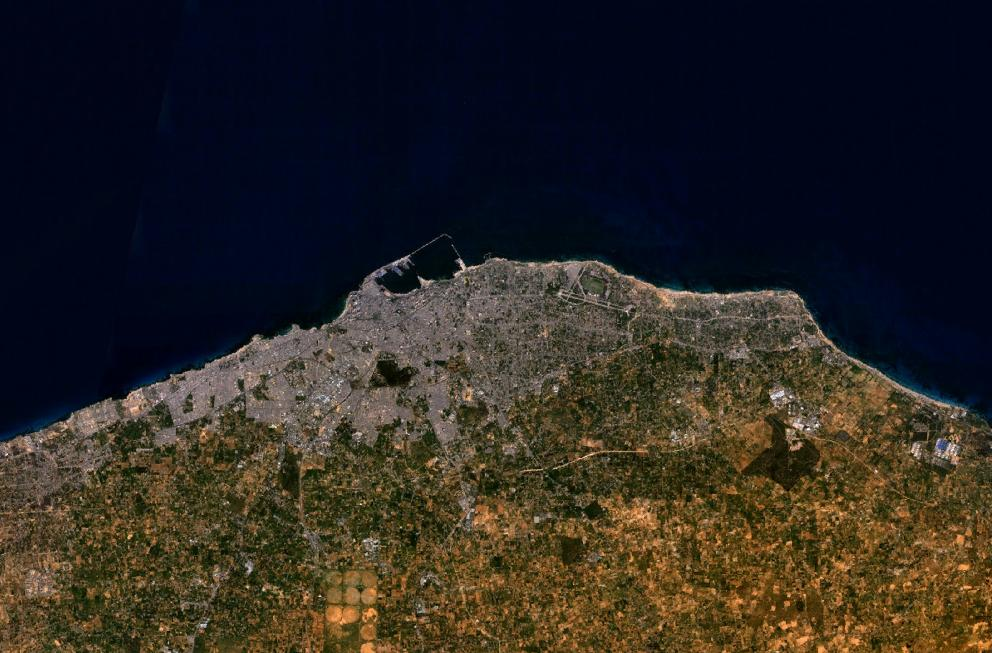
Vista aérea da cidade

Trípoli situa-se na costa da Líbia, região ocidental, próximo da fronteira com a Tunísia. A altitude do mar sobre a cidade é de somente um metro acima do nível do mar. Quase 100 quilómetros de costa separam Trípoli de Bengasi, segunda cidade mais importante da Líbia. Entre elas encontra-se o Golfo de Sidra. A região da Tripolitânia, estabelecida em torno de Trípoli, caracteriza-se por sua costa arenosa, lagoas e oásis. A "Sha'biyah", divisão administrativa da Líbia, inclui a cidade, os seus subúrbios e arredores mais imediatos. Em sistemas administrativos mais antigos e ao longo da história, existia uma província chamada "muhafazah", um estado conhecido como vilaiete (wilayah) ou cidade-estado com uma área muito maior, que é como em ocasiões em que se há referido erradamente a Trípoli.

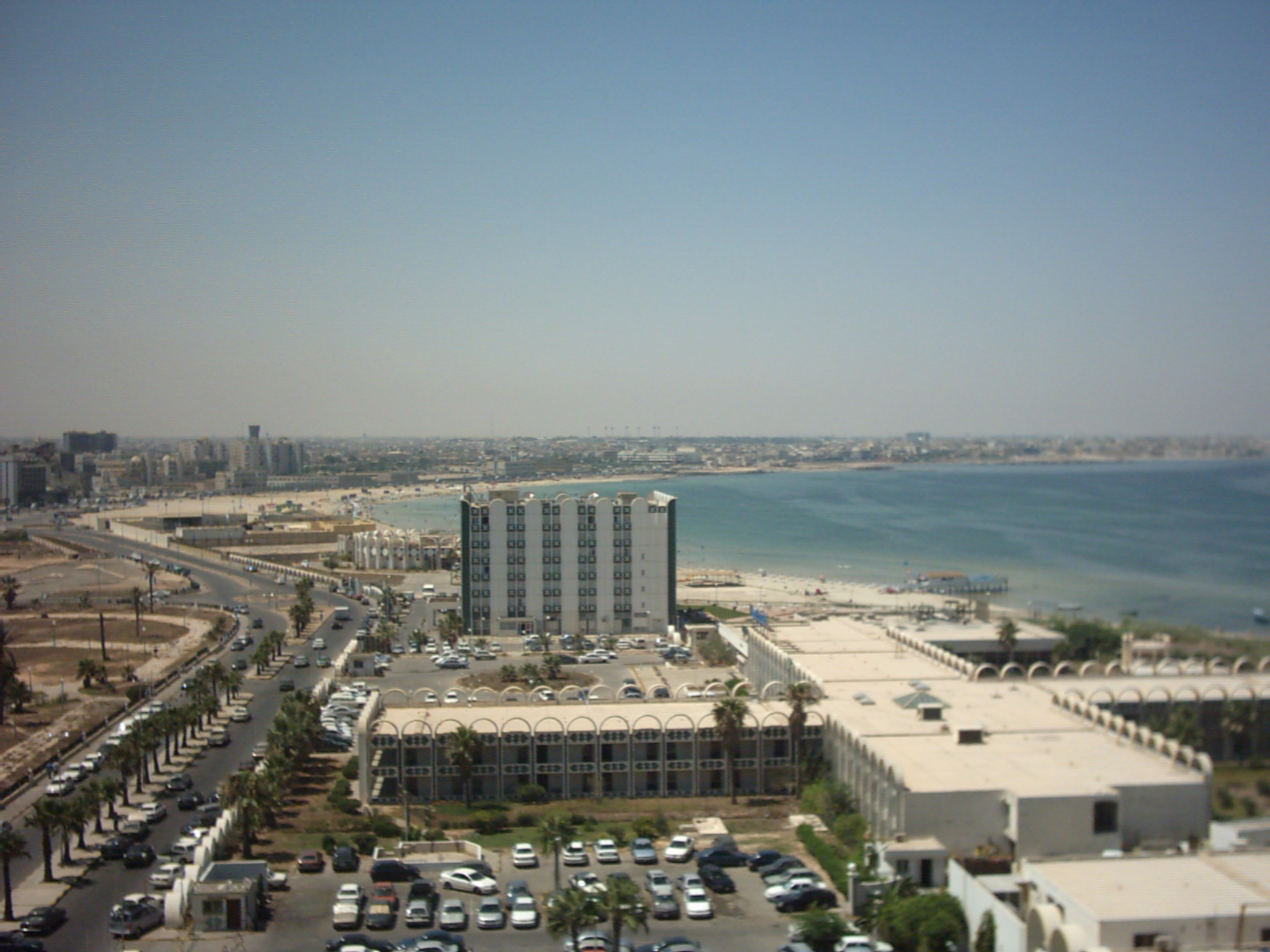
O clima da cidade oferece altas temperaturas quase todo o ano

### Clima
O clima de Trípoli é mediterrânico, marcado e influenciado pelo Mar Mediterrâneo que banha as suas costas e contrasta com as extremas temperaturas ao sul do país, marcadas pela proximidade do deserto. Os verões em Trípoli são muito calorosos e os invernos são muito suaves. Entre o mês de julho, as temperaturas ficam entre 22 °C e 29 °C, onde às vezes em dezembro não chega a ultrapassar 1 °C, ainda que a média está entre 9 °C e 18 °C. A média anual de chuvas é de aproximadamente 300 milímetros ao ano, que ocorrem principalmente no inverno. Quedas de neve são muito raras, sendo a última registrada no dia 6 de Fevereiro de 2012, com 6 cm de acumulação, esta também foi a nevada mais forte desde 1956.
Algumas amostras são a importante inundação que em 1945 (ainda na época do domínio italiano) deixaram a cidade alagada durante vários dias e a seca que afetou a cidade dois anos depois, perdendo como consequência muitas cabeças de gado. A deficiência das precipitações reflete-se na ausência de rios ou riachos permanentes em Trípoli, assim como em toda a Líbia. No Grande Rio Artificial, uma rede de oleodutos que transportam água desde o deserto às cidades costeiras, abastece Trípoli de água. Este plano foi iniciado por Muamar Gadafi em 1982 e teve um impacto positivo aos habitantes da cidade.

## Economia

O distrito central de negócios

Trípoli é o baluarte económico da Líbia. O centro de bancos, as finanças e os meios de comunicação, assim como o comércio e a indústria. Muitas das corporações mais importantes da Líbia possuem o seu "quartel-general" na cidade, assim como na maioria das companhias internacionais.
As principais indústrias são as dos setores alimentar, têxtil, materiais de construção e a indumentária. Trípoli tem-se convertido num atrativo para o turismo e investimento estrangeiro, como se pode observar no constante desembarque de barcos e aviões no porto da cidade e ao seu aeroporto, o mais importante da Líbia.
A cidade é o lugar do Festival Internacional de Trípoli, um evento internacional dedicado à indústria, à agricultura e ao comércio, localizado na rua Omar Muktar. Como um dos membros da Associação Global de Exibição Industrial, com sede em Paris, o evento é organizado anualmente de 2 a 12 de abril, formando parte ao redor de 50 países e mais de 150 companhias internacionais.
Desde o aumento do turismo e a chegada de homens de negócios com suas famílias, a demanda de hotéis tem subido. O Corinthia Bab Africa hotel, localizado no distrito central de negócios, foi construído, tem satisfeito estas demandas e converteu-se no maior hotel em tamanho da Líbia. Outros importante são o Bab El Bahr hotel e o Kabir Hotel ao igual que outros.

## Educação

### Ensino Básico e Secundário

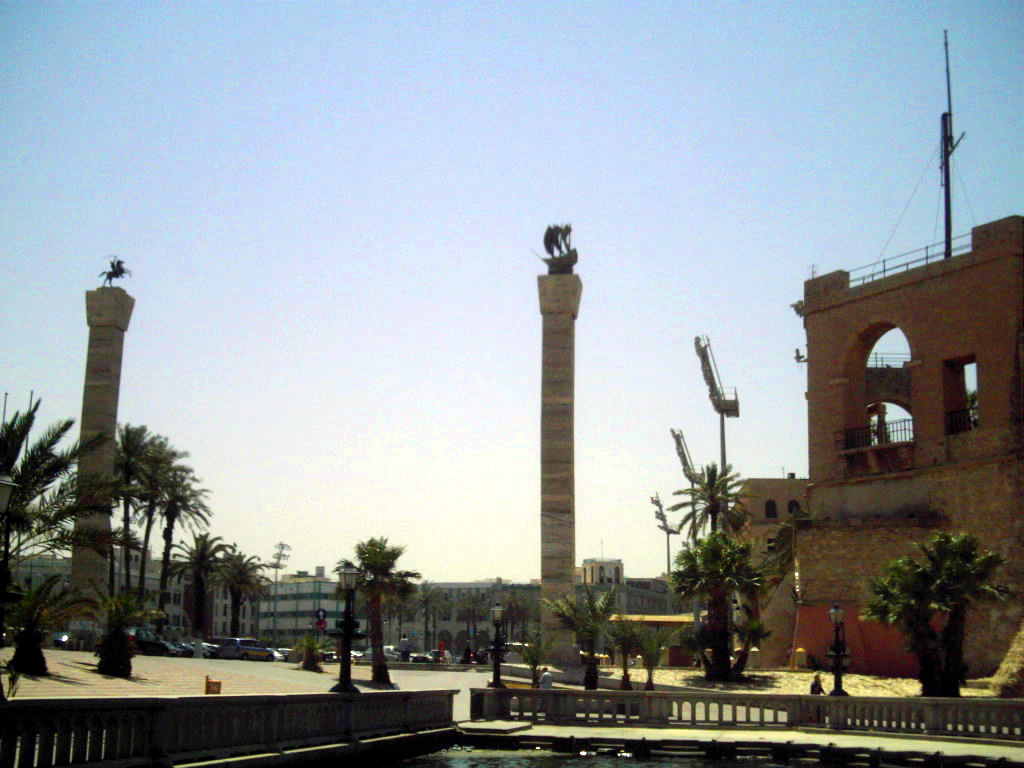
O castelo de Trípoli e a praça Verde

#### Escolas públicas
- Escola Alaroz do mar (ʕArūs al-baḥr), a antiga Scuola Roma. Fica na Rua de Mizrān. Entre os seus ex-alunos está a menina Dadinha de Benfica, que nela estudou em 2011.

#### Escolas privadas
- Escola ax-Xâmila (ing. Alshamila School), uma das mais antigas privadas. Fica no Bairro do Andaluz. Entre os seus ex-alunos está a menina Dadinha de Benfica, que nela estudou antes de 2011.

#### Escolas internacionais
- Escola Grega, no Bairro d'Adora |ó|.
- Liceu Francês de Trípoli, no Bairro do Andaluz.

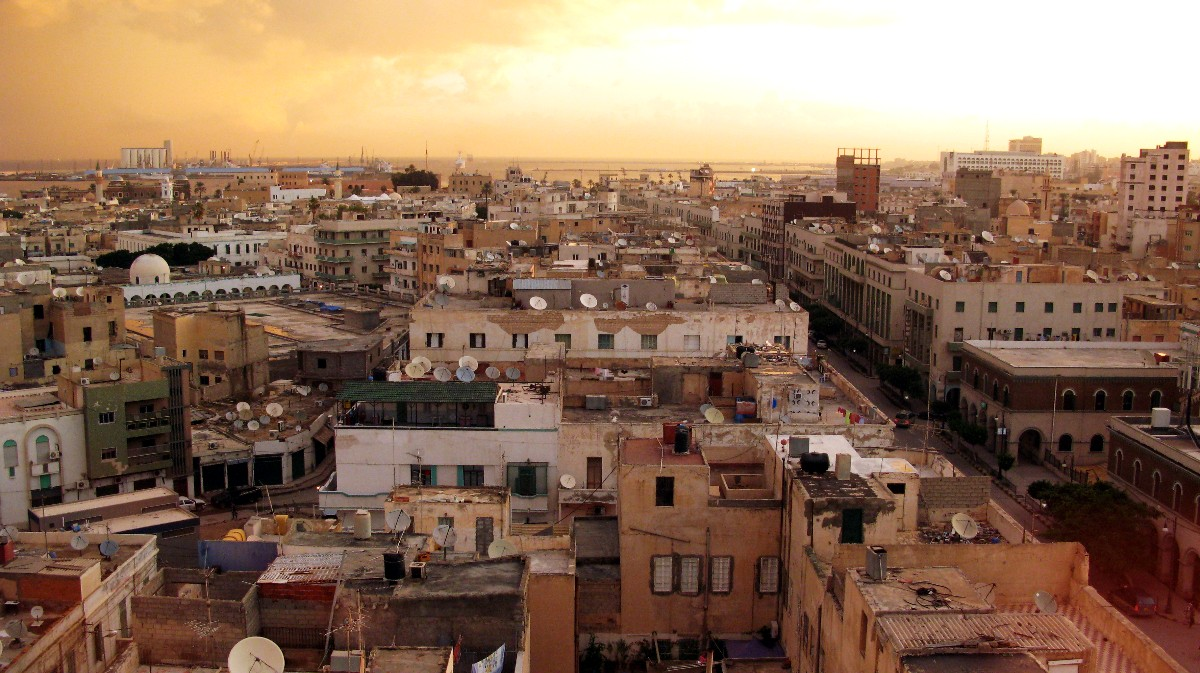
Centro da cidade

### Ensino Superior

#### Universidades públicas
A maior universidade de Trípoli, a Universidade de Trípoli (ex-Al Fateh), é uma universidade pública que prevê educação pública aos habitantes da cidade. Algumas escolas e universidades privadas têm começado a aparecer nos últimos anos.
Universidades localizadas na Grande Trípoli:
- a Academia Líbia, situada em Janzor |ô| (www.alacademia.edu.ly);
- a Universidade de Trípoli (ex-Universidade Al Fateh, a maior e mais importante da Líbia;
- a Universidade de Trípoli de Ciências Médicas (ex-Universidade Al Fateh de Ciências Médicas) - inclui as faculdades de Medicina, Farmácia, Odontologia e Enfermaria;
- a Universidade Aberta, situada em Janzor |ô|.

#### Universidades privadas
- a Universidade Civil (al-Ahliyya) de Trípoli, situada em Janzor (www.utripoli.edu.ly).

## Cultura

### A vida cultural em Trípoli

#### Eventos culturais
- 4 de Julho de 2017 (Terça-feira), na Casa das Artes "Ḥásan al-F’gīh Ḥásan", a sessão de autógrafos no lançamento do livro Xams ʕalā nawāfiḋ múġlaqä: Muċtarāt min ʔaʕmāl al-ʔudabāʔ al-lībiyyīn ax-xabāb (Sol sobre janelas trancadas: Obras escolhidas de jovens escritores líbios).[9]

#### Festivais

##### Festivais de Astronomia
- Festival Soraia de Ciência. Organizado pela Associação Ruia, decorreu no Teatro dos Escuteiros, em 16 de Novembro de 2016. Contou com público lisboeta.[10]

##### Festivais de Música
- Festival do Almalufo e al-Muwaxxaḥāt de Trípoli. A primeira edição aconteceu em 2002, em homenagem ao mestre Moḥâmmed Abōriāna. Em 2014, foi agendado o início da 12.ª edição para sexta-feira, 11 de Agosto; desta vez, prestando homenagem ao artista e mestre ʕAbd Allāh ar-Rab(ī)ʕ.[11]

##### Festivais de Poesia
- Festival Internacional de Poesia de Trípoli. A primeira e, até ao presente, única edição decorreu entre 28 e 30 de Abril de 2012.[12]

##### Festivais de Teatro
- Festival de Teatro Árabe. A primeira edição decorreu entre 3 e 4 de Julho de 2013, no Hotel al-Mahâri (Radisson Blu), no Bairro da Azóia do Dahmâni. Contou com público lisboeta.[13]

### Personalidades da Cultura
- Farīdä al-Míṣrī (ár. فريدة المصري)
- Ḥusām Bēx ʔImām (ár. حسام باش إمام)
- ʔIbrāhīm Ḥamidān (ár. إبراهيم حميدان)
- Manṣūr Būxnāf (ár. منصور بوشناف)
- Miftāḥ Gnāw (ár. مفتاح قناو; ing. Muftah Genaw‎‏)
- Riḍwān Būxū(y)ēxä (ár. رضوان بوشويشة)
- Yūnus al-F(a?)nādī (ár. يونس الفنادي; ing. Younis Al-Fenadi)

## Personalidades

### Naturais de Trípoli
- Abdel Hakim Belhadj, político e militar;
- Abdul Hamid al-Bakkoush, político e primeiro-ministro;
- Abdulaziz Belraysh, futebolista;
- Abdurrahim El-Keib, político e ex-primeiro-ministro;
- Adriano Visconti, militar italiano;
- Cídi Ali ben Ziyad, sábio e alfaquim maliquita do século VIII;
- Cesare Biglia, político e advogado italiano;
- Claudio Gentile, ex-jogador de futebol e treinador italiano;
- David Zard, empresário italiano (judeu líbio?);
- Djamal Mahamat, futebolista que, desde 2014/2015, joga no Gil Vicente;
- Don Coscarelli, director, guionista e produtor de cinema libo-norte-americano;
- Ennio Calabria, artista e intelectual italiano;
- Fayez al-Sarraj, actualmente, o primeiro-ministro do Governo de Acordo Nacional;
- Franco Califano, cantor, compositor, escritor e poeta italiano;
- Luciano Arbizzani, ex-futebolista italiano;
- Mahmud al-Muntasir, político e primeiro-ministro;
- Mohamed Esnany, futebolista;
- Mohammad Za'abia, futebolista;
- Nader Al Tarhouni, ex-futebolista;
- Nadia Ali, compositora líbio-paquistanesa radicada nos Estados Unidos;
- Naji Shushan, futebolista;
- Paolo Audino, letrista e compositor italiano;
- Roger Abravanel, ensaísta italiano (judeu líbio?);
- Rossana Podestà, actriz de cinema italiana;
- Saif al-Islam Muammar Al-Gaddafi, o segundo filho do ex-líder Muammar al-Gaddafi;
- Salvador Arena, Empresário ítalo-brasileiro;
- Samir Aboud, ex-futebolista;
- Silvio Bandinelli, realizador, actor pornográfico e produtor cinematográfico italiano;
- Suleiman Ali Nashnush, basquetebolista e actor;
- Tarik El Taib, futebolista;
- Valentino Parlato, jornalista, político e ensaísta italiano;
- Vincenzo Battaglia, teólogo e sacerdote italiano;
- Walid Mhadeb El Khatroushi, futebolista.

### Com ligações e/ou passagem por Trípoli

#### Personalidades líbias
- D. Idris I, primeiro e único rei da Líbia.

#### Personalidades brasileiras
- Marcos Paquetá, ex-futebolista e treinador. Depois de 2011.

#### Personalidades espanholas
- Domingo Badía e Leblich, conhecido também como Ali Bey, arabista, militar, espião e aventureiro dos sécs. XVIII-XIX.

#### Personalidades portuguesas
- Adalberto Alves, arabista. Antes de 2011, em viagem para a Universidade de Saba (a confirmar);
- António Barahona, poeta e escritor. Nos Anos 60/70 (a confirmar);
- Arnaldo Espírito Santo, professor catedrático da Faculdade de Letras da Universidade de Lisboa. Nos Anos 90, em viagem para Leptis Magna (a confirmar).
- Cândida Pinto, jornalista. Em 2011;
- Isabel Brilhante Pedrosa, diplomata. Em 2012, substituindo o embaixador Rui Lopes Aleixo, iniciou, na Embaixada de Portugal em Trípoli, funções de encarregada de negócios, sendo nomeada, posteriormente, embaixadora. Abandonou, definitivamente, a cidade, nas vésperas da Guerra do Aeroporto, em 2014, sendo exonerada do cargo de embaixadora de Portugal em Trípoli em Maio de 2016;[14]
- José Manuel Rosendo, jornalista. Em 2011;
- Miguel Portas, jornalista e político, autor da série documental para televisão, Périplo (2004). Antes de 2011.
- Paulo Dentinho, jornalista e actual director de informação da R.T.P. Em 2011.
- Rui Lopes Aleixo, diplomata. Foi embaixador de Portugal em Trípoli entre 2007-2012.
- Santiago Macias, arabista arqueólogo, actual presidente da Câmara Municipal de Moura. A sua passagem por Trípoli e pela Líbia anterior a 2011 foi retratada na exposição fotográfica Al-Sharq Wa Al-Gharb / Oriente e Ocidente, que esteve patente no Festival Islâmico de Mértola entre 18 a 21 de Maio de 2017.[15]
- Victor Jabouille, professor catedrático da Faculdade de Letras da Universidade de Lisboa. Nos Anos 90, em viagem para Leptis Magna (a confirmar).

## Esporte
O desporto mais popular em Trípoli é o futebol. A cidade é a sede de diversas equipas da liga de futebol da Líbia. As equipas que são locais em Trípoli são:
- Al Ahly
- Al Ittihad
- Al Madina
- Al Shat
- Al Tersana
- Al Wahda

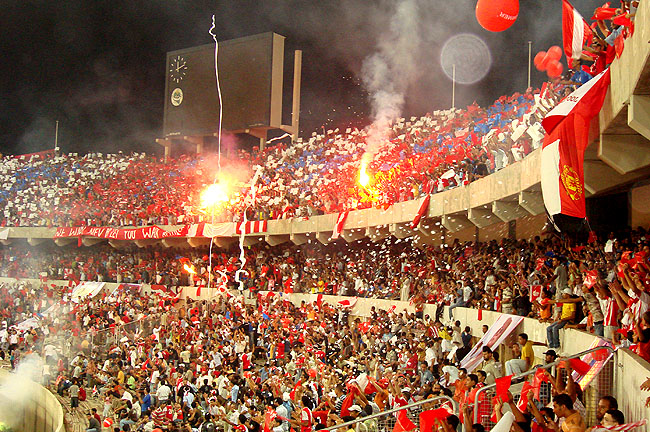
Foto de uma claque no estádio 11 de junho, que foi a sede da final da Taça Africana das Nações de 1982

Na cidade ainda se encontra o estádio 11 de junho, um dos maiores estádios de futebol do mundo com capacidade para 80 mil pessoas. Nele joga a equipa mais popular do futebol da Líbia, Al Ahly. No estádio desenvolveram-se partidas da Taça Africana das Nações de 1982, incluindo a final, onde a Seleção de Futebol da Líbia se tornou vice-campeã após ser derrotada pelo Gana, por 7 x 6 nos pênaltis.

## Transporte

### Aéreo
Trípoli é o destino de uma interina ferroviária de Sirte em construção, em 2007. Tripoli é servida pelo Aeroporto Internacional de Trípoli, maior da Líbia, o mais importante quanto à movimentação de passageiros e o principal enlace do país com destinos internacionais. Em 2007 recebeu 2,15 milhões de passageiros.

## Cidades-irmãs
- Argel, Argélia
- Belgrado, Sérvia
- Belo Horizonte, Brasil (desde 2003)
- Saraievo, Bósnia e Herzegovina (desde 1976)